# Detlev Ellmers
Detlev Ellmers (* 12. März 1938 in Vegesack; † 23. Dezember 2022) war ein deutscher Prähistorischer Archäologe und Kunsthistoriker. Sein Spezialgebiet war die Schiffsarchäologie.

## Biografie
Ellmers wuchs in der Nähe von Bremen in Osterholz-Scharmbeck und Mahndorf auf. Ab 1957 studierte er an der Eberhard Karls Universität Tübingen, der Ludwig-Maximilians-Universität München und der Christian-Albrechts-Universität zu Kiel Germanistik, Ur- und Frühgeschichte sowie Kunstgeschichte. 1968 wurde er in Kiel mit einer Arbeit über frühmittelalterliche Handelsschifffahrt in Mittel- und Nordeuropa zum Dr. phil. promoviert. Er war einer von drei Gründungsdirektoren des Deutschen Schifffahrtsmuseums (DSM) in Bremerhaven. 31 Jahre lang – bis 2002 – stand er als Geschäftsführender Direktor an der Spitze des DSM, baute es maßgeblich mit auf und sorgte für dessen internationale wissenschaftliche Etablierung.

## Werke
- Frühmittelalterliche Handelsschiffahrt in Mittel- und Nordeuropa. Wachholtz, Neumünster 1984. 2. Auflage: ISBN 3-529-01128-2 (zugleich: Kiel, Universität, Dissertation, 1971 u.d.T.: Detlev Ellmers: Studien zur frühmittelalterlichen Handelsschiffahrt in Nord- und Ostsee)
- mit Kurt Böhner und Konrad Weidemann: Das frühe Mittelalter. In: Führer durch das Römisch-Germanische Zentralmuseum in Mainz. Band 1. Philipp von Zabern, Mainz a. Rh. 1970; Römisch-Germanisches Zentralmuseum, Mainz 1980 (2., leicht veränd. Auflage).
- als Mitverfasser: Deutsches Schiffahrtsmuseum Bremerhaven. 3. Auflage. Westermann, Braunschweig 1980.
- als Mitverfasser: Die Hanse-Kogge von 1380. Förderverein Deutsches Schiffahrtsmuseum, Bremerhaven 1982.
- als Bearbeiter: Segelschiffe. Modell aus alter Zeit zum Aufklappen. Design von Ron van der Meer. Ill. von Borje Svensson. Text von Alan McGowan. Carlsen, Reinbek 1984.  2., überarb. Auflage: Carlsen, Hamburg 1992, ISBN 3-551-25307-2.
- Maritimes Silber im Industriezeitalter. Glanzlichter im Alltag der Schiffahrt. Ausstellungskatalog. Kabel, Hamburg 1989, ISBN 3-8225-0110-7 und Oceanum-Verlag, ISBN 978-3-86927-203-0.
- als Mitverfasser: Die Elmer. Etymologien – Genealogien. M. Ellmer, Allmersbach im Tal 1990.
- Die Hanse der deutschen Kaufleute: und ausgewählte Beiträge zur Geschichte der Seefahrt. Wismar 2018.

## Ehrungen
- Bundesverdienstkreuz am Bande (2009)
- Senatsmedaille für Kunst und Wissenschaft der Freien Hansestadt Bremen (2014)[3][4]
- Verdienstmedaille der Stadt Bremerhaven (2016)